# Gáspár Gyula
Gáspár Gyula (Szeged, 1916. december 13. – Miskolc, 1980. május 17.) magyar matematikus, egyetemi tanár, a matematikai tudományok kandidátusa (1970).

## Életpályája
Gáspár Gyula Sándor főgimnáziumi tanár és Benedek Margit Piroska fiaként született. Mezőtúron érettségizett 1936-ban, majd a debreceni Tisza István Tudományegyetemen matematika–fizika szakos tanári oklevelet szerzett 1941-ben. 
1938 és 1940 között a debreceni egyetemen gyakornok, majd 1941 és 1944 között a kolozsvári egyetem matematikai tanszékén tanársegéd és egyidejűleg az egyetem gyakorló gimnáziumának tanára. 1945–1947 között tanár a Mátyásföldi Gimnáziumban. 
1947–1949-ben ismét Kolozsváron dolgozott, a Bolyai Tudományegyetem függvénytan tanszékének vezetője és az algebra nyilvános rendkívüli tanára.
1949–1950-ben ismét középiskolai tanár Újpesten, egyúttal a Fővárosi Tanács általános tanulmányi felügyelője. 
1951-ben került a miskolci egyetemre (akkor Rákosi Mátyás Nehézipari Műszaki Egyetem, 1956-tól Nehézipari Műszaki Egyetem) a Gépészmérnöki Kar matematika tanszékére, ahol intézeti tanár (1951–1952), egyetemi docens (1952–1964), majd egyetemi tanár (1964–1974). 1955-től tanszékvezető volt, Borbély Samut váltva ebben a tisztségben. 1957 és 1966 között az egyetem rektorhelyettese volt. 1962-től az Országos Bridzs Egyesület elnöke.

## Munkássága
Csoportelmélettel foglalkozott, azon belül a végtelen permutációcsoportok általánosításával, illetve mátrix- és determinánselméleti kérdésekkel. Jelentősek eredményei a függvény-egyenletrendszerek segítségével történő determináns általánosításainak ún. axiomatikus jellemzése terén. Több tankönyvet és egyetemi jegyzetet írt és szerkesztett. Miskolci egyetemi történeti dolgozatot is közölt.

### Könyvei
- Általánosított végtelen permutációk végtelen sorozata, 1944.
- Az analízis alapjai, 1952.
- Bevezetés a mátrixszámításba, 1959.
- A matematikai alapok a műszaki felsőoktatás kezdeti időszakában, 1976.
- Adalékok a miskolci Nehézipari Műszaki Egyetem történetéhez, 1980.

A Tankönyvkiadónál Gáspár Gyula szerkesztésében jelentek meg:
- Műszaki matematika I. (Gáspár Gyula, Raisz Iván, Huszthy László), 1968.
- Műszaki matematika II. (Gáspár Gyula, Raisz Iván, Szarka Zoltán), 1968.
- Műszaki matematika III. (Gáspár Gyula, Raisz Iván, Szarka Zoltán), 1977.
- Műszaki matematika IV. (Gáspár Gyula, Raisz Iván, Salánki József), 1969.
- Műszaki matematika V. Valószínűségszámítás. (Vincze Endre), 1972.
- Műszaki matematika VI. Komplex függvénytan (Gáspár Gyula, Szarka Zoltán), 1969.
- Műszaki matematika VII. Matematikai programozás (Hosszú Miklós), 1969.

## Díjai, elismerései
- Szocialista Munkáért (1961)
- Munka Érdemrend (arany, 1966)